# 샤오샤오
샤오샤오(小小作品, 병음: Xiǎo Xiǎo Zuò Pǐn)는 중국의 애니메이터 주즈창이 제작한 플래시 애니메이션 시리즈이다. 막대인간들이 과장된 싸움질을 벌이는 것이 주 내용으로, 일부 에피소드는 게임과 같은 형식으로 되어 있다. 제1편은 AVI 비디오였으나, 이후 나머지 작품들은 모두 어도비 플래시로 제작되었다.

## 같이 보기
- 막대인간(봉선화)
- 졸라맨